# San Juan (Trinidad y Tobago)
San Juan es una localidad de Trinidad y Tobago, que forma parte de la región de San Juan-Laventille.

## Geografía
La localidad abarca parte de la isla Trinidad y limita al norte con Febeau Village, Gran Curucaye y Petit Curucaye, al sur con Barataria, El Socorro y Aranguez, al este con Petit Bourg y al oeste con Malick.

## Demografía
Datos demográficos de la localidad de San Juan:
| Gráfica de evolución demográfica de San Juan entre 2000 y 2011 |
|                                                                |